# Antonio Senzatela
Antonio Senzatela Rondon (né le 21 janvier 1995 à Valencia, Carabobo, Venezuela) est un lanceur droitier des Rockies du Colorado de la Ligue majeure de baseball.

## Carrière
Antonio Senzatela signe son premier contrat professionnel en 2011, une entente de 250 000 dollars US avec les Rockies du Colorado de la Ligue majeure de baseball. Dans les ligues mineures, où il débute en 2012 avec des clubs affiliés aux Rockies, il est lanceur partant.
Il fait ses débuts dans le baseball majeur le 6 avril 2017 comme lanceur partant pour Colorado et n'accorde aucun point aux Brewers de Milwaukee en 5 manches lancées.
Avec une moyenne de points mérités de 2,81 à ses cinq premiers départs, Senzatela est élu recrue du mois d'avril 2017 dans la Ligue nationale.